# Kanton Chamoux-sur-Gelon
Der Kanton Chamoux-sur-Gelon war von 1860 bis 2015 ein französischer Wahlkreis im Département Savoie, deren Hauptort Chamoux-sur-Gelon war. Die landesweiten Änderungen in der Zusammensetzung der Kantone brachten zum März 2015 die Auflösung des Kantons.

## Gemeinden
Der Kanton umfasste zehn Gemeinden:
| Gemeinde                       | Einwohner Jahr | Fläche km² | Bevölkerungsdichte | Code INSEE | Postleitzahl |
| ------------------------------ | -------------- | ---------- | ------------------ | ---------- | ------------ |
| Betton-Bettonet                | 310 (2013)     | 3,41       | 91 Einw./km²       | 73041      | 73390        |
| Bourgneuf                      | 686 (2013)     | 6,48       | 106 Einw./km²      | 73053      | 73390        |
| Chamousset                     | 573 (2013)     | 6,31       | 91 Einw./km²       | 73068      | 73390        |
| Chamoux-sur-Gelon              | 898 (2013)     | 10,63      | 84 Einw./km²       | 73069      | 73390        |
| Champ-Laurent                  | 40 (2013)      | 5,07       | 8 Einw./km²        | 73072      | 73390        |
| Châteauneuf                    | 815 (2013)     | 6,99       | 117 Einw./km²      | 73079      | 73390        |
| Coise-Saint-Jean-Pied-Gauthier | 1.191 (2013)   | 10,38      | 115 Einw./km²      | 73089      | 73800        |
| Hauteville                     | 348 (2013)     | 2,45       | 142 Einw./km²      | 73133      | 73390        |
| Montendry                      | 60 (2013)      | 8,28       | 7 Einw./km²        | 73166      | 73390        |
| Villard-Léger                  | 518 (2013)     | 6,73       | 77 Einw./km²       | 73315      | 73390        |